# Neoseiulus cappari
Neoseiulus cappari är en spindeldjursart som beskrevs av John Stanley Beard 200. Neoseiulus cappari ingår i släktet Neoseiulus och familjen Phytoseiidae. Inga underarter finns listade i Catalogue of Life.